# Dirtee Disco
Dirtee Disco è un brano musicale del rapper britannico Dizzee Rascal, pubblicato come quinto singolo estratto dall'edizione deluxe dell'album Tongue N' Cheek. Il brano figura il featuring di Daniel Pearce, ex membro del gruppo One True Voice, ed utilizza un campionamento del brano del 1972 I'll Take You There di Staple Singers. Il singolo è stato pubblicato il 23 maggio 2010

## Tracce
Promo - CD-Single N.E.W.S.
1. Dirtee Disco - 3:39

Promo - CD-Single DirteeStank / N.E.W.S.
1. Dirtee Disco (Radio Edit)	- 3:39
2. Dirtee Disco (Club Mix) - 4:50
3. Dirtee Disco (Extended Radio) - 4:00

## Classifiche
| Classifica (2010) | Posizione più alta |
| ----------------- | ------------------ |
| Irlanda           | 21                 |
| Regno Unito       | 1                  |